# Conrado de Parzham
Juan Birndorfer (Parzham, 1818 – Altötting, 1894), religioso capuchino elevado a los altares de la Iglesia católica con el nombre de San Conrado de Parzham.
Fue el noveno hijo de Bartolomé Birndorfer y Gertrudis Niedermayer, labradores que residían cerca del pueblo de Parzham, en Baviera. 
Sus biógrafos (ver Enlaces externos) señalan que ya desde la infancia destaca por su modestia, piedad y espíritu de oración. Desarrolló una gran devoción a la Virgen María, rezando habitualmente el rosario. En los días de fiesta solía viajar a algún santuario mariano, peregrinando siempre a pie, en oración y usualmente en ayuno. Su amor por la Virgen será un característica especial en su vida religiosa.
Juan pasó su infancia y juventud en la granja familiar. A los 31 años decide abandonar el mundo secular, y tras renunciar a su herencia, fue admitido como religioso laico en la Orden de los Hermanos Menores Capuchinos. Tras su profesión de votos tomó el nombre de Conrado. 
Inmediatamente tras su profesión fue enviado al convento capuchino de Santa Ana en la ciudad de Altötting. Este lugar es conocido por su santuario dedicado a Nuestra Señora de la Merced. A Conrado se le dio el oficio de portero del santuario, cargo que ejerció hasta su muerte. Debido a la gran concurrencia del santuario, la labor de la portería daba bastante trabajo. Conrado destacó por ser muy diligente, hombre de pocas palabras, bondadoso con los necesitados y siempre presto a recibir y ayudar a los peregrinos. Fray Conrado ocupó este puesto por 43 años. 
Fray Conrado amaba el silencio de manera especial. Pasaba su tiempo libre en una celda abandonada cercana a la puerta, desde donde le era posible ver y adorar al Santísimo Sacramento presente en el templo del santuario. Durante la noche, a menudo pasaba en vela, dedicando a la oración el tiempo que durante el día dedicaba al trabajo en la portería. Varios pensaban que nunca descansaba, ya dedicado a las labores de portero, ya dedicado a la oración y otras devociones. El 21 de abril de 1894 falleció en el santuario donde había vivido por 43 años. 
Sus virtudes en vida y los milagros tras su muerte le permitieron ser beatificado por el papa Pío XI en 1930. Cuatro años después fue canonizado por el mismo papa.